# 约翰·布里斯科尔
约翰·布里斯科尔（英語：John Brisker，1947年6月15日—？），美国NBA联盟前职业篮球运动员。1978年在乌干达失踪，1985年4月被宣布推定死亡。